# Grön Anna

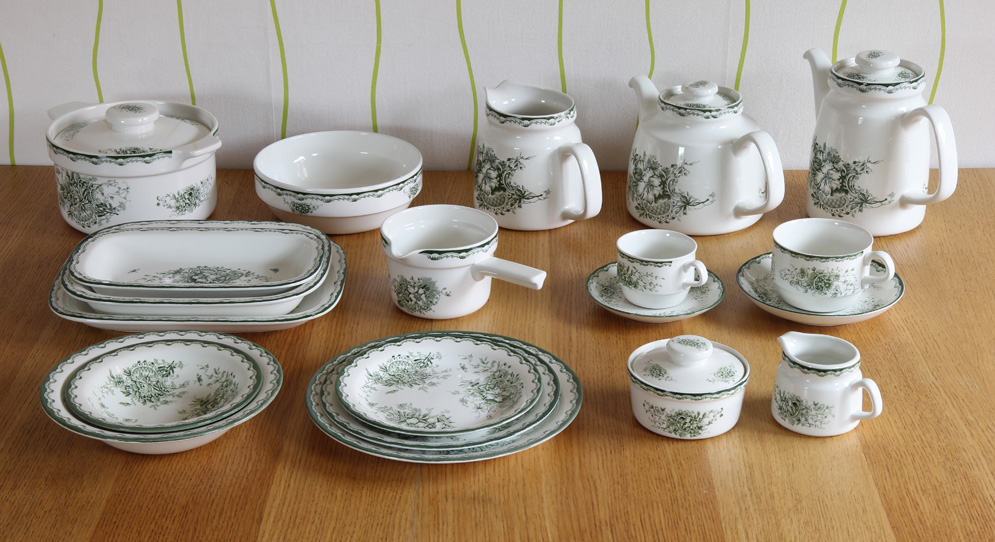
Exempel på Grön Anna-servisdelar

Grön Anna är en av Sveriges mest populära serviser, tillverkad i många tusentals exemplar, hela tiden svensktillverkad, och med en historia som sträcker sig över mer än hundra år. Servisen har sitt ursprung i Göteborgs porslinsfabrik som skapade förlagan 1898 eller strax därefter. Rörstrands porslinsfabrik tog över regin 1914 och tillverkade serien i olika utföranden fram till 2002 med uppehåll mellan 1943 och 1966. I folkmun kallas serien oftast Gröna Anna.

## Historik

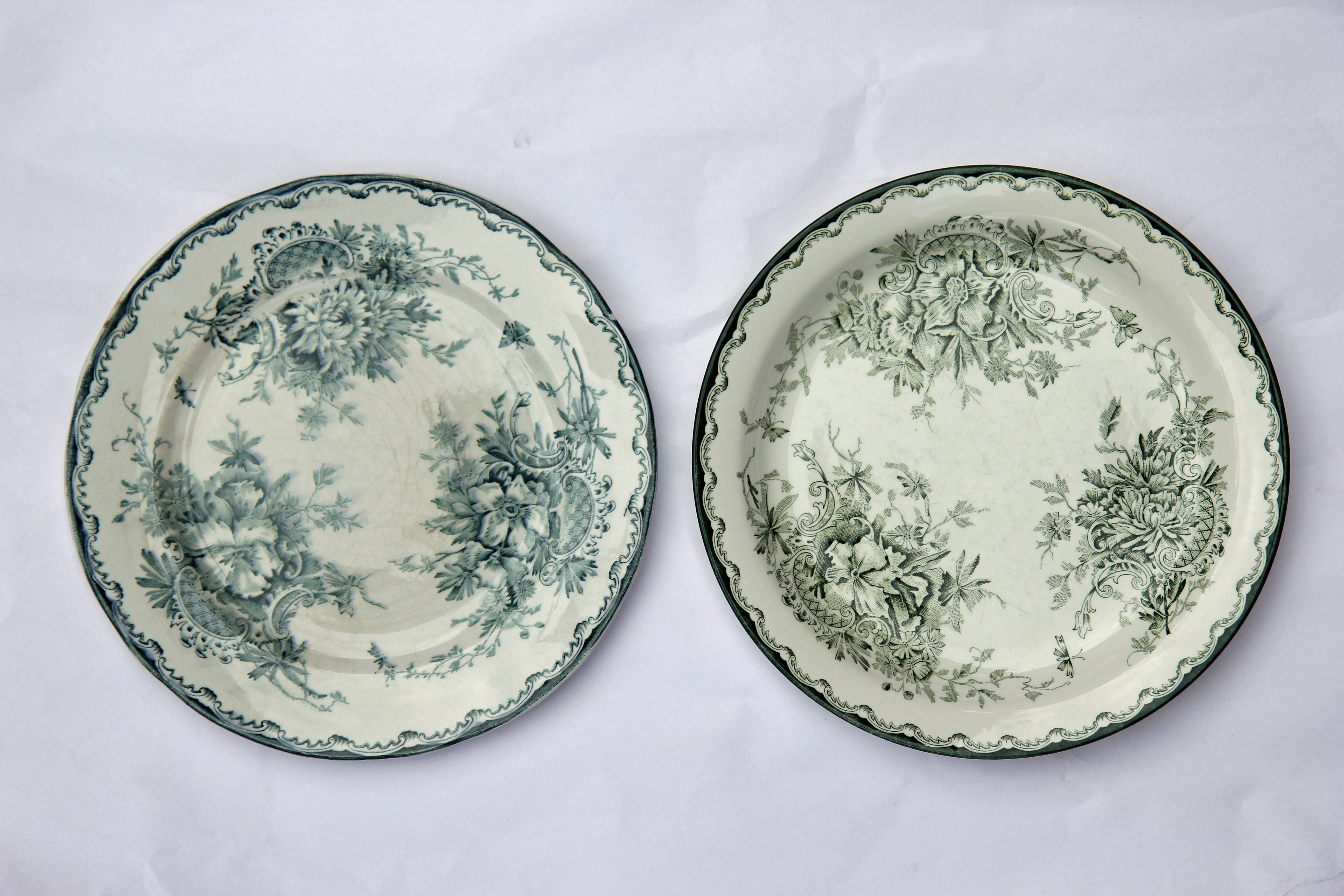
Grön Anna av äldre respektive nyare generationen.

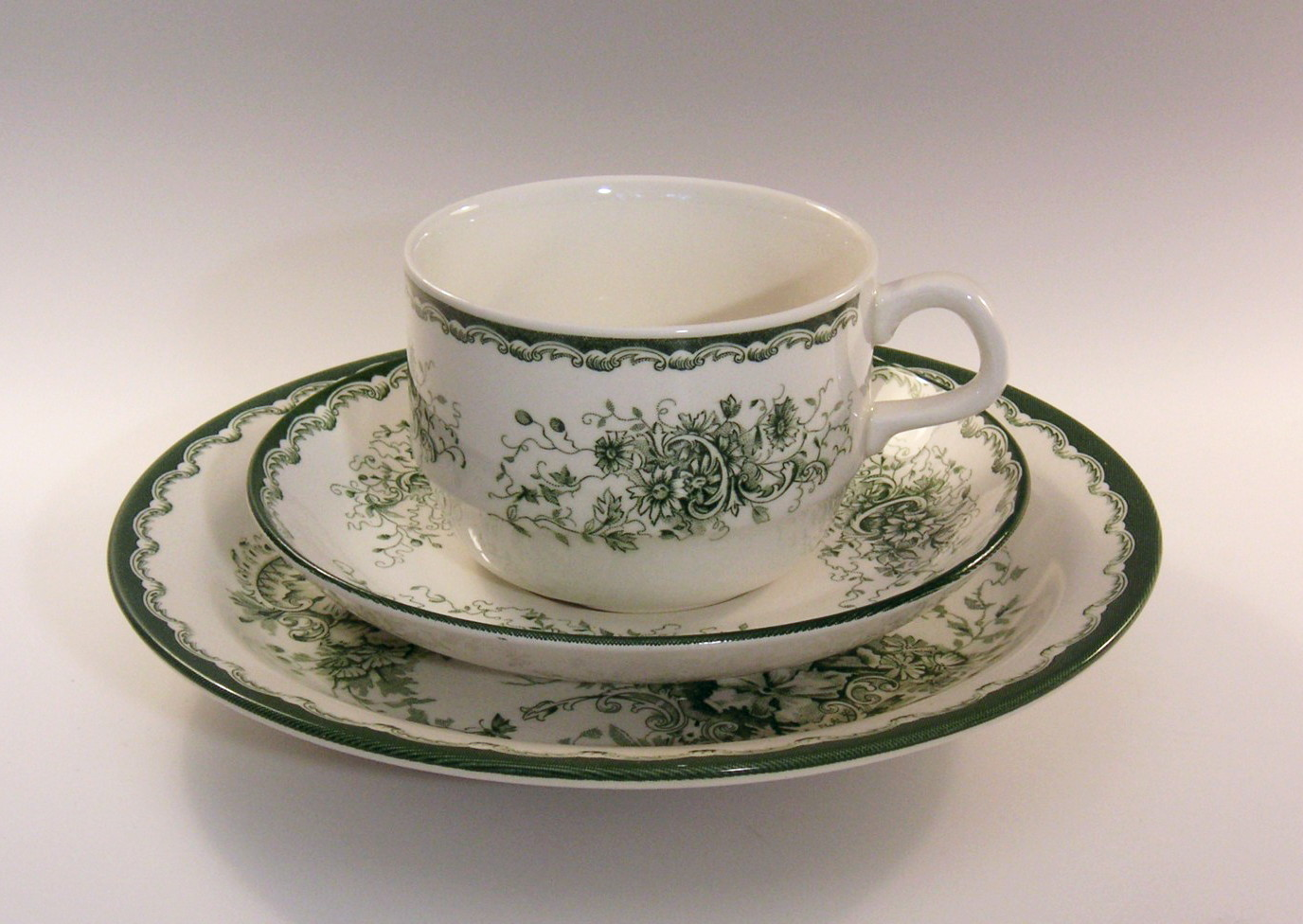
Grön Anna, tekopp, fat och assiett.

Servisen var under en första kort tid namnlös, då mönstret återgavs endast som ”tryckt dekor”. Snart fick serien namnet Anna, vilket tros vara uppkallat efter Anna Axelsson, en bekant till en person med anknytning till Göteborgs porslinsfabrik. Då det tidigt fanns en blå version och några år senare även en lila så började serien benämnas Grön Anna även om det på godset tryckta namnet fortsatte att vara bara Anna.
I samband med återupptagningen av tillverkningen 1966 modifierades serien både i form och i mönster. Ett något förenklat Grön Anna-mönster trycktes på Rörstrands servismodell SF, formgiven av Carl-Harry Stålhane 1964. Ett annat Rörstrand-mönster som är tryckt på samma servismodell är Amanda. Det nya Grön Anna-mönstret fick en grönare färgton jämfört med det äldre blågröna. Jämfört med den ursprungliga modellen så har de nya tallrikarna smalare brätte, något högre höjd, runda kanter snarare än vågiga, och spegelvänt mönster. Produkterna började också märkas Grön Anna.
Det exakta årtalet då serien skapades verkar även Rörstrand ha varit osäkra på. En jubileumstallrik är märkt ”Grön Anna 80 år, 1898-1978”, medan en originalförpackning för assietter är märkt ”Grön Anna tillverkades första perioden från 1899”. Kanske kom produktionen igång först sistnämnda år.
Stilen i Grön Annas formgivning är nyrokoko. Materialet är flintgods fram till 1994 och sedan fältspat. Serien innehåller förutom delar för mat också andra saker som exempelvis krukor, burkar och prydnadssaker.
Grön Anna finns inte längre till nyförsäljning men en stor mängd delar finns på begagnatmarknaden, ibland i nyskick. Antikaffärer har ibland många Grön Anna-delar i lager och internethandelsplatser som Blocket och Tradera har som regel en stor mängd annonser med seriens delar.

## Milstolpar i historien
| År   | Milstolpe |
| ---- | --- |
| 1898 | Göteborgs porslinsfabrik grundlades. Dekoren som kom att kallas Anna skapades av en okänd formgivare under något av fabrikens första år.              |
| 1914 | Rörstrand köper Göteborgs porslinsfabrik men ändrar ingenting i hur Anna-serien stämplas och inte heller var den tillverkas.                          |
| 1926 | Rörstrand övergår till att stämpla serien "Rörstrand" i samband med att all tillverkning av annat porslin i Stockholmsfabriken flyttas till Göteborg. |
| 1936 | Rörstrand flyttar all tillverkning från Göteborg till Lidköping, där företaget redan har annan tillverkning.                                          |
| 1943 | Rörstrand avslutar Anna-serien. |
| 1966 | Rörstrand återupptar tillverkningen. Serien har nu ett modifierat utförande och delarna är stämplade "Grön Anna".                                     |
| 2002 | Tillverkningen av Grön Anna avslutas. |

## Seriens delar
Här följer några exempel på seriens olika delar, i generationen från 1966 och framåt.
| Del                                      | Kommentar                                         |
| ---------------------------------------- | ------------------------------------------------- |
| Mattallrik                               | Diameter ca 24 cm                                 |
| Förrättstallrik                          | Diameter ca 20,5 cm                               |
| Assiett                                  | Diameter ca 18 cm                                 |
| Djup tallrik, större                     | Diameter ca 20 cm                                 |
| Djup tallrik, mindre                     | Diameter ca 16,5 cm                               |
| Uppläggningsfat 24 cm                    | Ca 24x15 cm, höjd ca 3,5 cm                       |
| Uppläggningsfat 25,5 cm                  | Ca 25,5 x 20,5 cm, höjd ca 4 cm                   |
| Uppläggningsfat 29 cm, även i ugnssäkert | Ca 29x22 cm, höjd ca 3,5 cm                       |
| Uppläggningsfat 34 cm                    | Ca 34x26 cm                                       |
| Form, ugnssäker                          | Ca 1 liter, höjd ca 6,5 cm, diameter ca 18,5 cm   |
| Form, ugnssäker, med invändigt tryck     | Ca 1 liter                                        |
| Karott                                   | Ca 2 liter                                        |
| Karott med lock                          | Ca 1,4 liter, höjd med lock ca 12,5 cm            |
| Kastrull i plåt med lock                 | Diameter ca 18 cm                                 |
| Gryta i plåt med lock                    | Diameter ca 18 cm                                 |
| Såskanna, större                         | Ca 3,5 dl, höjd ca 8,5 cm, enkelpipig, skaftgrepp |
| Såskanna, mindre                         | Höjd ca 8 cm, dubbelpipig, skaftgrepp             |
| Såskanna, variant                        | Höjd ca 9 cm, enkelpipig, örongrepp               |
| Äggkopp med konisk form                  | Höjd ca 4 cm                                      |
| Äggkopp med välvd form                   |                                                   |
| Äggkopp med fot                          | Höjd, ca 6,5 cm                                   |
| Kanna                                    | Ca 1 liter, höjd ca 14 cm                         |
| Tekanna med lock                         | Ca 1,5 liter, höjd med lock ca 15 cm              |
| Kaffekanna med lock                      | Ca 1,3 liter, höjd med lock ca 18,5 cm            |
| Kaffekopp med fat                        | Kopp ca 2 dl, fat ca 14 cm i diameter             |
| Tekopp med fat                           | Kopp ca 3,5 dl, fat ca 16 cm i diameter           |
| Tekopp större med fat                    | Kopp ca 6 dl, fat ca 19 cm i diameter             |
| Mugg                                     | Höjd ca 9 cm                                      |
| Sockerskål med lock                      | Höjd med lock ca 7 cm                             |
| Gräddkanna                               | Ca 1,5 dl, höjd ca 7 cm                           |
| Tårtfat                                  | Höjd ca 10 cm, diameter ca 30,5 cm                |
| Kakfat med tre våningar                  | Höjd ca 35 cm                                     |
| Serveringsbricka i plåt                  | Ca 50x36 cm                                       |
| Serveringsbricka i plast                 | Ca 43x33 cm                                       |
| Termoskanna                              | Höjd ca 25 cm                                     |
| Väggklocka                               | Diameter ca 23,5 cm                               |
| Figurin                                  | Höjd ca 23 cm, flicka som håller värmeljus        |
| Blomkruka                                | Höjd ca 10 cm, diameter ca 12,5 cm                |
| Plåtburk                                 | Höjd ca 13,5 cm, diameter ca 18,5 cm              |

## Märkning
Här följer de vanligaste typerna av stämplar som serien har haft genom åren.
| Stämpel                                                                                                | Tid, betydelse, kommentar | Bild |
| --- | --- | ---- |
| Äldre generationen, 1898-1943                                                                          | |      |
| Göteborg                                                                                               | 1898-1902 |      |
| Göteborg med katt                                                                                      | 1900-1902 |      |
| Anna Göteborg                                                                                          | 1902-1904 |      |
| Anna Aktiebolaget Göteborgs porslinsfabrik                                                             | 1905-1910 |      |
| Anna Original Aktiebolaget Göteborgs porslinsfabrik                                                    | Troligen någonstans i intervallet 1905-1925, eftersom stämpeln ser ut som 1905-1910-stämpeln men med 1911-1925-stämpelns text. ”Original” betyder att dekoren är gjord av fabrikens egna formgivare och inte importerad. |      |
| Anna Original vikingaskepp                                                                             | 1911-1925 |      |
| Anna Rörstrand                                                                                         | 1927-1943 |      |
| Nyare generationen, 1966-2002, med porslinsstämplar sorterade i antagen kronologisk ordning            | |      |
| Rörstrand Sweden Grön Anna U GLAS DEK                                                                  | ”Rörstrand Sweden” betyder att porslinet är från den återupptagna tillverkningen efter 1966 eftersom logotypen användes på 1950-talet och framåt. U GLAS DEK står för ”dekor under glasyr”. Denna stämpel tycks representera en tidig variant av den nyare generationen. Stämpeln saknar VDN-märkning, vilket Rörstrand började med på 60-talet. Vidare är en Rörstrand Jenny-kaffekopp med fat stämplad "U GLAS DEK" och datumstämpel 681 vilket betyder att den är gjord 1968. Denna Grön Anna-stämpel antas därför vara från sent 1960-tal. |      |
| VDN F555 Rörstrand Sweden Grön Anna (VDN-logotypversion), finns även ugnssäkert-stämplad               | VDN-märkningen (Varudeklarationsnämnden) kom på 1960-talet. F555 står för flintgods med högsta glasyrhållbarhet, mattålighet och maskindiskbeständighet. Denna stämpel användes 1978, eftersom den finns på en jubileumstallrik märkt "Grön Anna 80 år 1898-1978". Finns också i kaffe- och tekoppsvariant utan ”Grön Anna”-text och krans. |      |
| Old Rörstrand Rörstrand Sweden Grön Anna VDNF555, finns även ugnssäkert-stämplad                       | Rörstrands sista Vineta-serie, som fanns 1982-1984 hade samma Old Rörstrand-märkning. Denna Grön Anna-stämpel antas därför ha funnits under samma tidsperiod. |      |
| Rörstrand Sweden Grön Anna VDNF555 (VDN som text, ej logotyp), finns även ugnssäkert-stämplad          | Denna stämpel skulle tidsmässigt kunna ligga i anslutning till ”Old Rörstrand”-stämpeln på grund av de är likadana med undantag för just ”Old Rörstrand”-tillägget. |      |
| Design & Kvalitet Rörstrand Sweden Grön Anna med liten VDN F555-logotyp, finns även ovenproof-stämplad | Denna stämpel fanns på assietter i originalkartong märkt "Grön Anna 90 år", vilket betyder att stämpeln fanns 1989 och därmed kan vara den sista typen av stämpel på servisen i flintgodsutförande. Finns också i kaffe- och tekoppsvariant utan ”Grön Anna”-text. |      |
| Rörstrand Sweden Grön Anna dishwasher safe med rakt Grön Anna-typsnitt                                 | Detta tycks vara den sista versionen av Grön Anna, från 1994-2002, och den enda som är gjord i fältspat. Godsen har inte de för flintgods typiska stödmärkena på undersidan. Stilen på stämpeln är också likartad den som användes på tidiga exemplar av Rörstrands Ostindia-serie i flintgodsutförande från 1988. Denna variant av Grön Anna är i vissa avseenden så pass avvikande att den nästan kan betraktas som en tredje generation snarare än som en variant av den andra generationen. Tallrikar och koppar har vita kanter istället för gröna. Dekoren är, kanske som en ren följd av annan tillverkningsprocess, vid närmare betraktelse lite annorlunda än de på flintgodsversionerna. Slutligen har flera av servisdelarna annan form än tidigare. Exempelvis har tallrikar annat form på undersidan, och gräddkanna och sockerskål helt annan form än tidigare. Finns också i kaffe- och tekoppsvariant utan "Grön Anna"-text. |      |
| Grön Anna Tillverkad för Rörstrand AB Lidköping                                                        | Förekommer på plåtburk, plåtbricka, tevekanna. Okänd tidsperiod. |      |
| Dekor Grön Anna Rörstrand Sweden                                                                       | Förekommer på plastbricka. Okänd tidsperiod. |      |
| Rörstrand Sweden Grön Anna                                                                             | Förekommer på väggklocka. Okänd tidsperiod. |      |
| Grön Anna                                                                                              | Förekommer på plåtkastruller. Okänd tidsperiod. |      |